# Brad Pitt
William Bradley (Brad) Pitt (Shawnee, Oklahoma, 18 december 1963) is een Amerikaans filmacteur en -producent.

## Biografie
Pitt werd geboren als kind van Bill Pitt en Jane Pitt-Hillhouse en groeide op in Springfield in Missouri. Hij heeft een broer, Doug (1966), en een zus, Julie (1969). Op de Kickapoo High School blonk Pitt uit in tennis en hield hij zich bezig met toneel en debatteren. In 1982 begon hij aan de Universiteit van Missouri aan een studie journalistiek.
Toen hij deze vrijwel af had, vertrok hij naar Los Angeles. Om acteerlessen te kunnen betalen, had hij enkele onbeduidende baantjes. In deze periode speelde hij onder meer bijrollen in televisieseries als Dallas en Growing Pains.
Zijn doorbraak vormde de rol van de gewelddadige J.D. in de film Thelma and Louise uit 1991. Ook in veel van zijn latere films speelde Pitt criminele of dubieuze personages, bijvoorbeeld in Kalifornia, Fight Club en Ocean's Eleven (een remake van een film met onder anderen Frank Sinatra en Dean Martin). Hij was ook kandidaat voor de hoofdrol in The Matrix, maar uiteindelijk kreeg Keanu Reeves die rol.

## Privéleven
Op 29 juli 2000 trouwde Pitt met Jennifer Aniston, een van de hoofdrolspelers uit Friends waar hij later ook een gastrol in speelde. Na een huwelijk van 4,5 jaar kondigde het paar in januari 2005 aan te gaan scheiden. Daarvoor had hij relaties met onder meer Juliette Lewis en Gwyneth Paltrow, met wie hij zelfs verloofd was.
In 2005 was Angelina Jolie betrokken bij een Hollywoodschandaal toen zij ervan beschuldigd werd de reden van de scheiding tussen Pitt en Aniston te zijn. Pitt en Jolie zouden een affaire zijn begonnen op de set van Mr. & Mrs. Smith (2005). Jolie ontkende dit meerdere malen, maar gaf toe dat ze tijdens het filmen verliefd waren geworden. In januari 2006 bevestigde het stel hun relatie door aan te kondigen dat Jolie zwanger was van Pitts kind. Pitt en Jolie hebben drie geadopteerde kinderen (Maddox, Pax en Zahara) en drie natuurlijke kinderen (Shiloh, Vivienne Marcheline en Knox Léon). In 2012 werd bekend dat ze verloofd waren. Op 23 augustus 2014 trouwde het koppel in Château Miraval in Frankrijk.
Het stel ging in Frankrijk wonen. De Franse wet beschermt kinderen van beroemdheden beter tegen de paparazzi. Zo zouden deze geen foto's mogen maken van kinderen van sterren.
In 2016 vroeg Jolie de echtscheiding aan.

## Trivia

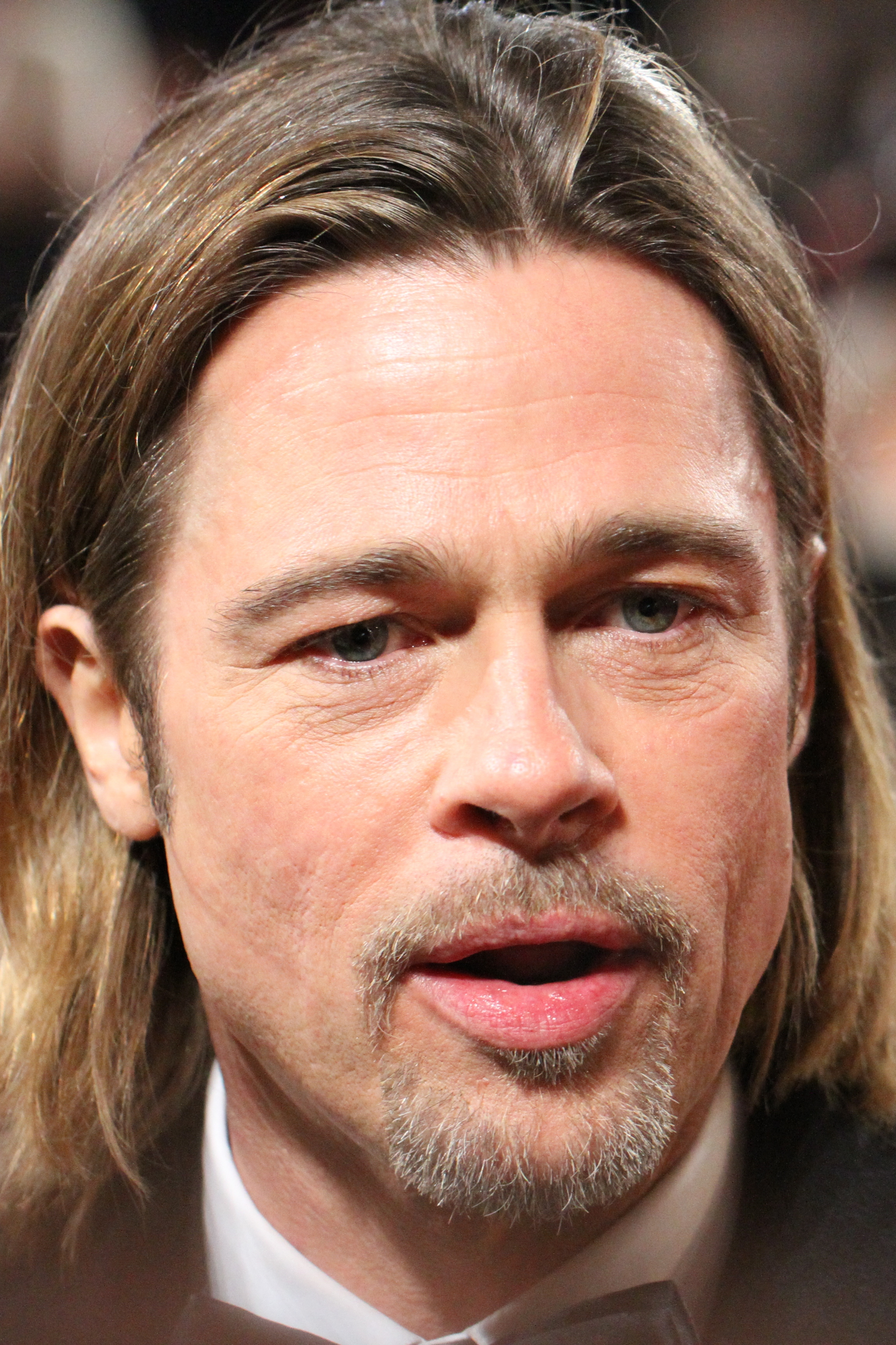
Pitt in 2012

- Sinds 2001 is hij eigenaar van het productiebedrijf Plan B Entertainment.
- Brad Pitt en Angelina Jolie hebben een wijnboerderij gekocht in de Franse gemeente Brignoles, ongeveer 40 km ten oosten van Aix-en-Provence. Château Miraval is omgeven door 400 hectare landerijen met bossen, olijfgaarden en waterlopen en zou het stel 60 miljoen dollar hebben gekost.[4]
- Pitt is een groot fan van Elvis Presley. Hij heeft o.a in vele interviews gezegd dat Elvis zijn "god" is.
- Het tijdschrift People riep Pitt twee keer uit tot "Sexiest Man Alive".
- Pitt kwam enkele keren in Jackass voor. In deze serie ging de acteur verkleed als gorilla een skateboard te lijf.